# Kalinjur
Kalinjur es una ciudad y nagar Panchayat situada en el distrito de Vellore en el estado de Tamil Nadu (India). Su población es de 19828 habitantes (2011). Se encuentra a 4 km de Vellore y a 70 km de Kanchipuram.

## Demografía
Según el censo de 2011 la población de Kalinjur era de 19828 habitantes, de los cuales 9949 eran hombres y 9879 eran mujeres. Kalinjur tiene una tasa media de alfabetización del 87,44%, superior a la media estatal del 80,09%: la alfabetización masculina es del 92%, y la alfabetización femenina del 82,91%.